# Clematis 'Frankie'
Clematis 'Frankie' — сорт клематиса (ломоноса). Используется в качестве вьющегося декоративного садового растения.

## Описание сорта
Диплоид.
Высота 2,5—4 м. Края листьев зубчатые.
Цветки колокольчатые, пониклые, бледно-синие. Листочки околоцветника в количестве 4, 5 см длиной, ланцетовидные или широко-эллиптические, на конце заострённые. 
Стаминодии кремово-белые.
Тычинки кремово-белые.
Сроки цветения: апрель-май.

## Агротехника
Местоположение любое. Почвы хорошо дренированные. 
Группа обрезки: 1 (не нуждается в обрезке). 
Зона морозостойкости: 3—9.
Рекомендуется для использования в небольших садах и внутренних двориках. Может выращиваться в контейнерах.